# Алтарь Q
Алтарь Q — алтарь майя в Копане. Он был построен в 775 или 776 году нашей эры и посвящён царю майя Яш-Пасах-Чан-Йопату, правившему на момент его постройки.
Алтарь Q находился у подножия лестницы Храма 16. В данный момент алтарь перенесён в Копанский музей скульптуры.

## Описание
Согласно толкованию Ростислава Кинжалова и ряда других ученых, на алтаре вырезаны изображения 16 астрономов, держащих совет о определении единой для городов майя продолжительности тропического года.
Согласно более современным исследованиям Роберта Шерера, на алтаре изображены 16 царей Шукуупского царства. На верху алтаря надпись, по мнению Шерера и некоторых других ученых рассказывающая о создании царской династии Шукуупа. Надпись повествует о инаугурации царя майя Кинич-Яш-Кук-Мо и о его приезде в Копан через 8 месяцев.
Изображения царей на алтаре имеют хронологический порядок: первым на алтаре изображён Кинич-Яш-Кук-Мо, первый царь Копана, последним Яш-Пасах-Чан-Йопат, в правление которого был построен алтарь, между ними изображены другие 14 правителей, о некоторых из которых известно только благодаря их иероглифу на алтаре. На алтаре перечислены правители с 426 по 763 год.

### Русскоязычная
- Беляев, Дмитрий Дмитриевич; Токовинин А. А.: . Копан. www.mezoamerica.ru. Дата обращения: 30 марта 2015. Архивировано 17 апреля 2013 года.
- Кинжалов, Ростислав Васильевич. Архитектура и изобразительное искусство. Часть 3. // Культура древних майя. — Л.: Наука, 1971.

### Англоязычная
- The Copan altars. Ecotourism and Adventure Specialists. Дата обращения: 30 марта 2015. Архивировано 7 сентября 2014 года.
- Шерер, Роберт[англ.]. Copan Altar Q (неизв.) // Expedition Magazine. — Penn Museum, 2012. — Т. 54, № 1.
- Acemoglu, Daron, Robinson James A. Why Nations Fail. — Profile Books, 2012. — ISBN 978-1-84668-429-6.